# Цюш
Цюш (нім. Züsch) — громада в Німеччині, розташована в землі Рейнланд-Пфальц. Входить до складу району Трір-Саарбург. Складова частина об'єднання громад Гермескайль.
Площа — 8,04 км2. Населення становить 586 ос. (станом на 31 грудня 2020).

## Галерея

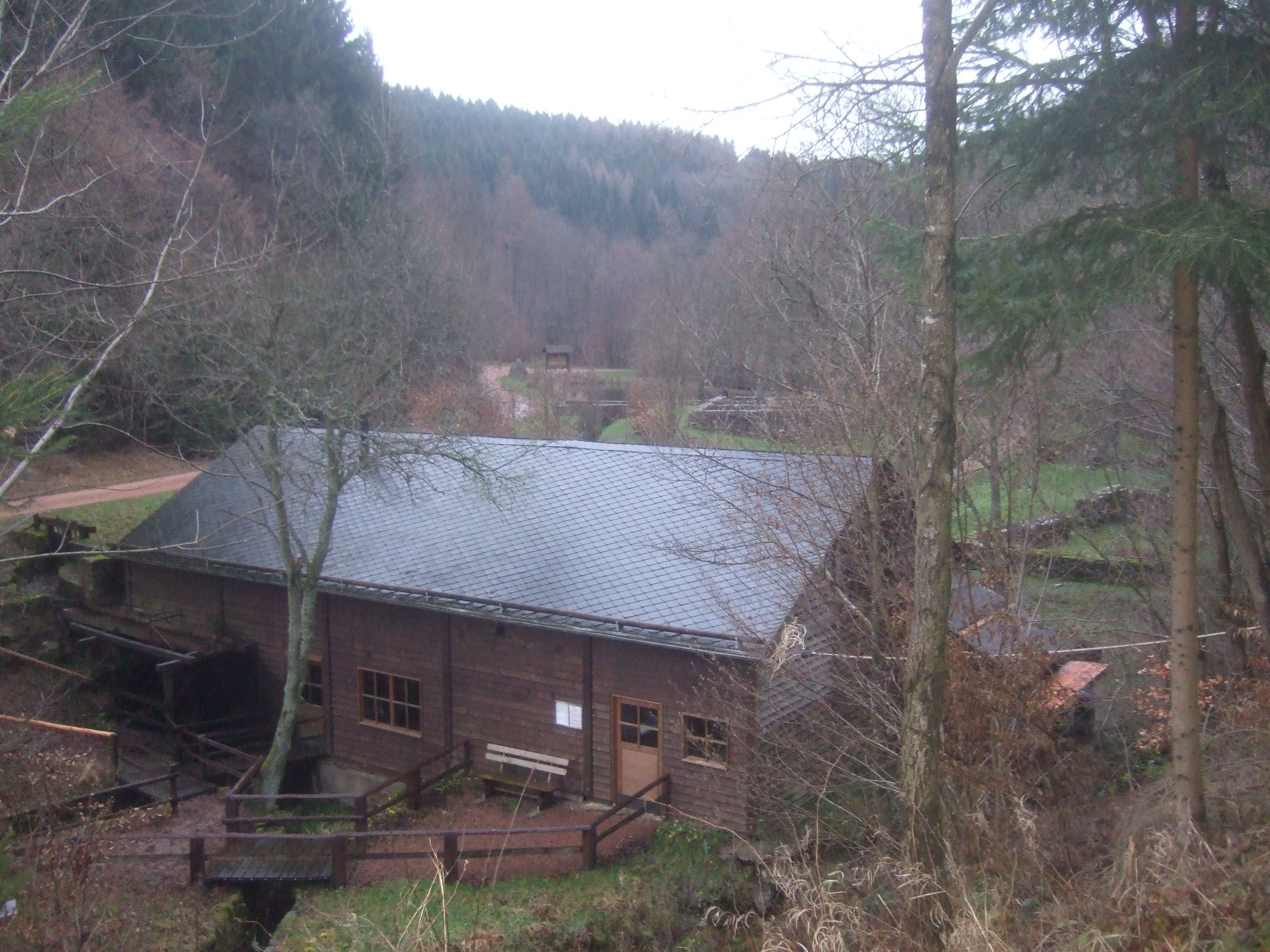
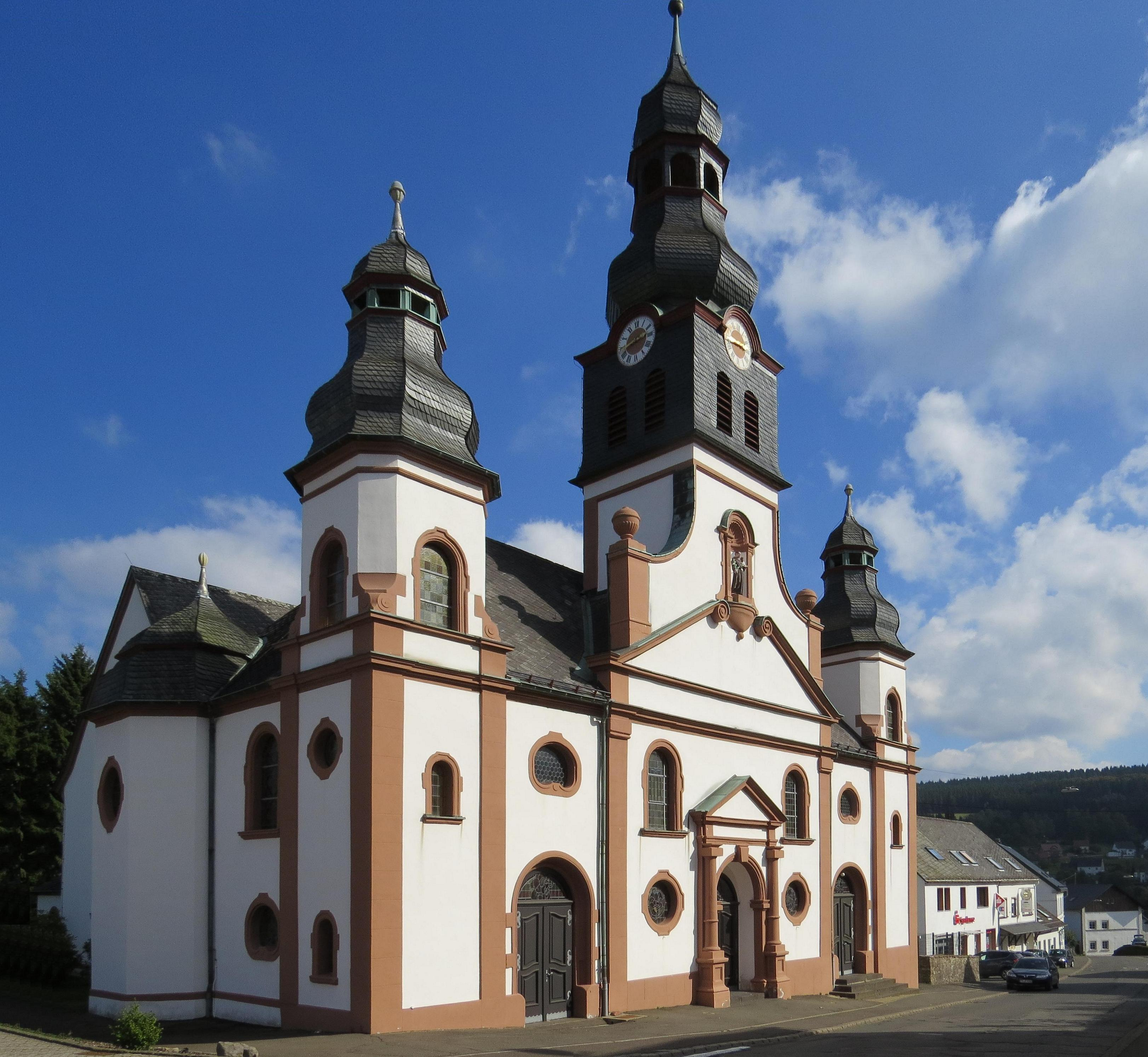
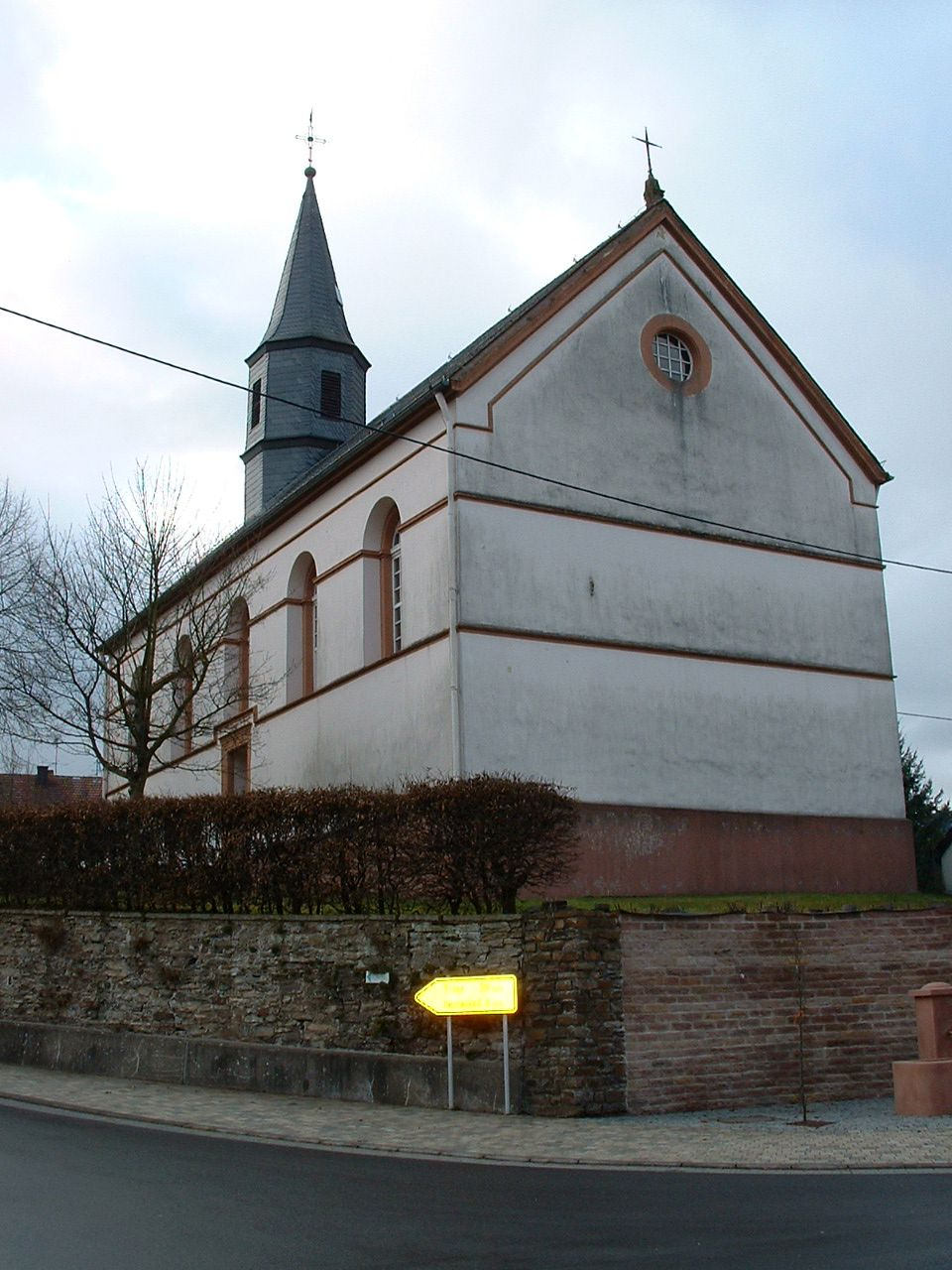